# Magnus (dessinateur)
Pour les articles homonymes, voir Magnus.
 (décembre 2022).
Roberto Raviola, connu sous le pseudonyme Magnus (né le 31 mai 1939 à Bologne et mort le 5 février 1996  à Imola), est un dessinateur italien de bande dessinée.

## Biographie
Roberto Raviola étudie à l'Académie des beaux-arts de Bologne où il passe sa licence en 1961. Il signe ses premières BD en 1958 Il vendicatore (Le Vengeur) et Il dottor Kastner sous le pseudonyme de Bob la Volpe (Bob le Renard). 
En 1964, il rencontre Max Bunker (pseudonyme de Luciano Secchi) chez l'éditeur italien Corno (it). Il signe sous le nom de Magnus qui vient de Magnus pictor fecit, un autre pseudonyme sous lequel il signait au début de sa carrière. Ensemble, Magnus et Bunker créent un grand nombre de héros pour les formats de poche destinés aux adultes appelés fumetti neri en Italie.

## Œuvres
- 1964-1976 : Kriminal
- 1964-1974 : Satanik
- 1965-1968 : Dennis Cobb Agente SS 018
- 1966-1967 : Gesebel (Jézabel en français)
- 1969-1976 : Alan Ford (repris ensuite par d'autres dessinateurs)
- 1968 à 1970 : il anime la série Maxmagnus pour le mensuel Eureka, toujours avec Bunker.
- 1974 : il décide de consacrer à des séries plus artistiques où il pourrait aussi écrire les scénarios.
- 1975 : il dessine le 1er épisode de Lo Sconosciuto pour les Éditions Il Vascello, série qui réapparaîtra dans S et M en 1981, puis à partir de 1982 dans Orient Express et enfin aux Éditions Isola Trovata.
- (date) Les Partisans, d'après le célèbre roman Chinois Au bord de l'eau, série publiée en France aux Humanos en 1982 sous le titre Les Brigands (2 volumes uniquement ?), puis en 4 volumes chez Magic Strip au début des années 90.
- 1980 : il dessine Milady 3000 et I Briganti dont il poursuit les épisodes dans Comic Art.
- 1986 : Il revient ensuite aux formats de poche avec Nécron (publié en albums en France) et des bandes plus adultes comme Les 110 pilules en 1986 que l'on a pu lire dans L'Écho des savanes et qui est son plus grand succès commercial en France.
- 1988 : Le Femmine Incantate pour Dolce Vita, également publié dans l'Hexagone par L'echo des Savanes puis repris en album.
- 1996 : Une de ces dernières œuvres reste La valle del terrore un long épisode de 224 pages, une des aventures de Tex Willer (édition Bonelli) paru dans la collection Tex Gigante. Un ouvrage qui est paru fin 1996 en Italie. Ce n'est qu'en février 2014 qu'il paraîtra en France chez CLAIR DE LUNE sous le titre de La vallée de la terreur. Enfin, peu avant sa mort, il venait de reprendre sa série Lo Sconosciuto pour le mensuel Comix.

### Publications en français
Si Magnus est aujourd'hui principalement connu en France pour sa production érotique en albums, il a surtout été publié en Petit format dans de nombreuses revues. On retrouve même sa production éparpillée chez certains éditeurs comme Elisa sous des couvertures western n'ayant aucun rapport avec le contenu. Un inventaire a été dressé dans le no 10 du fanzine Pimpf Mag consacré à Magnus et Bunker.
- Kriminal, 1966-67, Édition de poche (9 numéros + 3 spéciaux)
- SS 018, 1966-67, Édition de poche (13 numéros + 3 numéros en 1968-69)
- Jézabel, 1967-68, éd. Sagédition (18 numéros), puis en 1975 chez Elisa (un numéro)
- Alan Ford, 1975-1976, éd. Sagédition (12 numéros), puis 2003, éd. Le Coffre à BD
- Günter Magnus, Les 110 pilules : d'après Jin Ping Mei, Paris, A. Michel, 1986, 46 p. (ISBN 2-226-02572-3, OCLC 461867545)
- Femmes envoûtées (trad. Anne Bernard), Paris, L'écho des savanes A. Michel, 1991, 52 p. (ISBN 978-2-226-03975-0, OCLC 463407398)
- Necron
  1. Nécron, 1983, Albin Michel,  (ISBN 2-226-01871-9)
rééd. éd. Cornélius, 2006,  (ISBN 2915492204)
  2. Les femmes araignées, 1985, Albin Michel,  (ISBN 2-226-02221-X)
  3. Noblesse dépravée, 1986, Albin Michel,  (ISBN 2-226-02636-3)
  4. La Baleine d'Acier, 1988, Albin Michel,  (ISBN 2-226-03291-6)
  5. Le roi des cannibales, 1989, Albin Michel,  (ISBN 2-226-03414-5)
- Les Partisans
  1. Nocturnes, 1990, éd. Magic Strip,  (ISBN 2-8035-0224-0)
  2. La Stratégie du Diable, 1991, éd. Magic Strip,  (ISBN 2 8035 0240 2)
  3. Le Mont des Deux Dragons, 1991, éd. Magic Strip,  (ISBN 2 8035 0258 5)
  4. Au Nom de la Loi, 1991, éd. Magic Strip
- Le Spécialiste, 1985, éd. Albin Michel  (ISBN 2-226-02565-0)
- L'Inconnu, 2007, éd. Casterman,  (ISBN 978-2-203-00232-6)